# Daniel Niculae
Daniel George Niculae, né le 6 octobre 1982 à Bucarest en Roumanie, est un footballeur international roumain qui évolue au poste d'avant-centre.

## Biographie

### En club

#### Rapid Bucarest
Daniel Niculae commence sa carrière dans le championnat de Roumanie sous les couleurs du Rapid Bucarest en 2000. Sa première apparition au sein de l'équipe A remonte au 16 mai 2001 ; la rencontre se solde par un match nul 1 à 1 contre le club voisin, le Steaua Bucarest. L'année de son arrivée, il joue principalement avec l'équipe réserve mais dès la saison suivante, il se montre comme l'un des joueurs les plus talentueux du championnat et aide son équipe à remporter le championnat lors de la saison 2002-2003 en devant un titulaire régulier.
Lors de la saison 2004-2005, il devient le meilleur buteur du club cette année-là avec quatorze buts et le troisième meilleur buteur du championnat roumain.
En coupe de l'UEFA lors de la saison 2005-2006, avec Mugurel Buga, ils forment l'un des duos d'attaquants les plus puissants de la compétition. Daniel Niculae inscrit d'ailleurs 8 buts et le Rapid Bucarest atteint les quarts de finale de la compétition. Cette saison-là, Niculae inscrit le but victorieux dans la première minute du temps additionnel et permet à son club de remporter la coupe de Roumanie contre le FC Progresul Bucarest.

#### AJ Auxerre
À l'été 2006, de nombreux clubs européens comme l'Inter Milan et Hambourg courtisent ce jeune attaquant talentueux. Il décide de rejoindre l'AJ Auxerre de Jean Fernandez en juin 2006 avec un transfert estimé à 3,3 millions d'euros.
Son adaptation au championnat de France est difficile et sa première saison est décevante, même s'il parvient à marquer quatre buts en coupe de l'UEFA. En revanche, il explose véritablement lors de la saison suivante, obtenant une place de titulaire à la pointe de l'attaque auxerroise et enchaînant les bonnes performances. Inscrivant onze buts en trente-cinq matchs, il participe grandement au maintien de l'AJA en Ligue 1 après une saison compliquée au niveau collectif.
La saison 2008-2009 commence sous de bien mauvais auspices pour l'attaquant roumain qui rate le début de saison en raison de problèmes familiaux, à la suite de la mort de son père. Cette saison restera un calvaire pour Daniel Niculae, qui n'y inscrira pas le moindre but, malgré trente-deux apparitions sous le maillot bourguignon. L'AJA réalise cependant une fin de saison tonitruante, dès lors qu'Ireneusz Jeleń revient à la pointe de l'attaque icaunaise, inscrivant onze buts sur la fin de saison, et reléguant Niculae sur le banc.
Les choses changent lors de la saison 2009-2010. Au début de cette saison, Jean Fernandez a voulu prêter Niculae à un autre club à la suite de la signature récente d'Alexandre Licata. Mais la blessure sérieuse à la cheville de ce dernier empêche le départ de Niculae. Daniel Niculae trouve alors un nouveau rôle dans l'équipe auxerroise comme meneur de jeu plutôt que buteur. En mai 2010, il occupe la quatrième place du classement des passeurs en Ligue 1 avec un total de neuf passes décisives. Il a une excellente entente avec le buteur polonais Ireneusz Jeleń et aide le club bourguignon à atteindre la troisième place du championnat, ce qui lui permet d'accéder au tour préliminaire de la Ligue des Champions. Lors de cette saison, Niculae brise finalement la malédiction lors de la 5e journée, le 13 septembre 2009, face à Nice (2-0) en retrouvant le chemin des filets en match officiel pour la première fois depuis le 30 mars 2008 (soit 532 jours et 43 matches consécutifs sans marquer).

#### AS Monaco
En juin 2010, il quitte l'AJ Auxerre en fin de contrat et signe pour trois saisons avec l'AS Monaco.
Lors de la première moitié de la saison 2010/2011, il inscrit quatre buts en treize titularisations en L1, soit son total de la saison passée avec l'AJ Auxerre. Il traine depuis la rencontre face à l'équipe de France le 10 octobre 2010 une blessure à la cheville qui le tient régulièrement écarté des terrains. Il finit la saison avec cinq buts toutes compétitions confondues pour dix-sept matchs, ce qui fait de lui le 2e meilleur buteur du club.
Relégué en Ligue 2, l'AS Monaco doit procéder à une allègement de sa masse salariale et propose à tous ses joueurs comme l'autorise la LFP un arrangement : soit le joueur accepte d'abaisser son salaire de 50 %, soit il est libre. Daniel Niculae accepte de diminuer de moitié son salaire pour continuer l'aventure monégasque.
Malgré cela, le club ne compte plus sur lui et le 31 août 2011, il est prêté sans option d'achat à l'AS Nancy-Lorraine. Le 30 janvier 2012, il entre en jeu contre son ancien club l'AJ Auxerre où il inscrit un doublé. Entré sous les sifflets de supporters de son ancien club, il termine le match sous une ovation debout après sa performance ce jour-là.
Après six buts inscrits pour le club, l'attaquant est jugé trop cher et il rentre à Monaco.

#### Kuban Krasnodar
Le club de la Principauté ne comptant pas sur lui, il résilie son contrat. Le 6 juin 2012, il s'engage avec le Kouban Krasnodar en Russie sous la direction de Yuri Krasnozhan, il quitte le club au bout d'une saison.

#### Rapid Bucarest
Après plusieurs mois sans club, il décide de revenir au Rapid Bucarest, son club formateur qui évolue alors en seconde division.
Il prend la présidence du club le 3 avril 2021 et la quitte durant l'été 2024. 
FC Hermannstadt Sibiu
En novembre 2024, il occupe le poste du président du club, classé 12éme du championnat de Ligue 1.

### En sélection
Daniel Niculae obtient sa première sélection internationale pour la Roumanie le 20 août 2003 en gagnant en Ukraine 2-0, mais il ne devient un titulaire régulier de la sélection qu'à partir de la saison 2005-2006.
Il est choisi par son sélectionneur pour disputer l'Euro 2008 avec la Roumanie et commence les deux premiers matchs comme titulaire. Lors du troisième et dernier match, il est remplaçant contre les Pays-Bas. Son équipe ne gagne pas et ne peut donc accéder aux quarts de finale de la compétition.
Daniel Niculae partage le même lieu de naissance que son homonyme Marius Niculae, même s'ils n'ont aucun lien de famille entre eux.

#### Buts internationaux
| # | Date             | Lieu                                         | Adversaire      | Score | Résultat | Compétition             |
| - | ---------------- | -------------------------------------------- | --------------- | ----- | -------- | ----------------------- |
| 1 | 10 novembre 2005 | Stade Steaua, Bucarest                       | Nigeria         | 1-0   | 3-0      | Match amical            |
| 2 | 26 mai 2006      | Soldier Field, Chicago                       | Irlande du Nord | 2-0   | 2-0      | Match amical            |
| 3 | 21 novembre 2007 | Stadionul Național, Bucarest                 | Albanie         | 3-0   | 6-1      | Éliminatoires Euro 2008 |
| 4 | 21 novembre 2007 | Stadionul Național, Bucarest                 | Albanie         | 4-0   | 6-1      | Éliminatoires Euro 2008 |
| 5 | 26 mars 2008     | Stade Steaua, Bucarest                       | Russie          | 2-0   | 3-0      | Match amical            |
| 6 | 14 novembre 2009 | Stade de l'armée polonaise, Varsovie         | Pologne         | 0-1   | 0-1      | Match amical            |
| 7 | 29 mai 2010      | Stade Ukraina, Lviv                          | Ukraine         | 1-2   | 3-2      | Match amical            |
| 8 | 5 juin 2010      | Jacques Lemans Arena, Sankt Veit an der Glan | Honduras        | 1-0   | 3-0      | Match amical            |
| 9 | 11 novembre 2011 | Stade de Sclessin, Liège                     | Belgique        | 2-1   | 2-1      | Match amical            |

## Statistiques détaillées

### En club
| Saison                | Club                     | Championnat           | Championnat | Championnat | Coupe nationale | Coupe nationale | Coupe de la Ligue | Coupe de la Ligue | Compétition(s) continentale(s) | Compétition(s) continentale(s) | Compétition(s) continentale(s) | Total | Total |
| Saison                | Club                     | Division              | M.          | B.          | M.              | B.              | M.                | B.                | Comp.                          | M.                             | B.                             | M.    | B.    |
| 2000-2001             | Rapid Bucarest           | Divizia A             | 1           | 0           | 0               | 0               | -                 | -                 | -                              | -                              | -                              | 1     | 0     |
| 2001-2002             | Rapid Bucarest           | Divizia A             | 4           | 1           | 0               | 0               | -                 | -                 | -                              | -                              | -                              | 4     | 1     |
| 2002-2003             | Rapid Bucarest           | Divizia A             | 29          | 6           | 1               | 0               | -                 | -                 | C3                             | 4                              | 0                              | 34    | 6     |
| 2003-2004             | Rapid Bucarest           | Divizia A             | 24          | 4           | 1               | 0               | -                 | -                 | C3                             | 2                              | 0                              | 27    | 4     |
| 2004-2005             | Rapid Bucarest           | Divizia A             | 20          | 14          | 0               | 0               | -                 | -                 | -                              | -                              | -                              | 20    | 14    |
| 2005-2006             | Rapid Bucarest           | Divizia A             | 29          | 8           | 1               | 1               | -                 | -                 | C3                             | 12                             | 3                              | 42    | 12    |
| Sous-total            | Sous-total               | Sous-total            | 107         | 33          | 3               | 1               | 0                 | 0                 | -                              | 18                             | 3                              | 128   | 37    |
| 2006-2007             | AJ Auxerre               | Ligue 1               | 30          | 4           | 0               | 0               | 2                 | 0                 | C3                             | 6                              | 4                              | 38    | 8     |
| 2007-2008             | AJ Auxerre               | Ligue 1               | 35          | 11          | 2               | 1               | 4                 | 0                 | -                              | -                              | -                              | 41    | 12    |
| 2008-2009             | AJ Auxerre               | Ligue 1               | 32          | 0           | 1               | 0               | 2                 | 0                 | -                              | -                              | -                              | 35    | 0     |
| 2009-2010             | AJ Auxerre               | Ligue 1               | 33          | 4           | 4               | 0               | 1                 | 0                 | -                              | -                              | -                              | 38    | 4     |
| Sous-total            | Sous-total               | Sous-total            | 130         | 19          | 7               | 1               | 9                 | 0                 | -                              | 6                              | 4                              | 152   | 24    |
| 2010-2011             | AS Monaco                | Ligue 1               | 17          | 4           | 1               | 0               | 1                 | 1                 | -                              | -                              | -                              | 19    | 5     |
| 2011-2012             | AS Monaco                | Ligue 2               | 0           | 0           | 0               | 0               | 1                 | 0                 | -                              | -                              | -                              | 1     | 0     |
| Sous-total            | Sous-total               | Sous-total            | 17          | 4           | 1               | 0               | 2                 | 1                 | -                              | 0                              | 0                              | 20    | 5     |
| 2011-2012             | AS Nancy-Lorraine (prêt) | Ligue 1               | 31          | 6           | 0               | 0               | 0                 | 0                 | -                              | -                              | -                              | 31    | 6     |
| Sous-total            | Sous-total               | Sous-total            | 31          | 6           | 0               | 0               | 0                 | 0                 | -                              | 0                              | 5                              | 31    | 11    |
| 2012-2013             | Kuban Krasnodar          | Premier-Liga          | 11          | 2           | 2               | 0               | -                 | -                 | -                              | -                              | -                              | 13    | 2     |
| Sous-total            | Sous-total               | Sous-total            | 11          | 2           | 2               | 0               | 0                 | 0                 | -                              | 0                              | 0                              | 13    | 2     |
| 2013-2014             | Rapid Bucarest           | Liga II               | 15          | 7           | 0               | 0               | -                 | -                 | -                              | -                              | -                              | 15    | 7     |
| 2014-2015             | Rapid Bucarest           | Liga I                | 14          | 3           | 0               | 0               | -                 | -                 | -                              | -                              | -                              | 14    | 3     |
| Sous-total            | Sous-total               | Sous-total            | 29          | 10          | 0               | 0               | 0                 | 0                 | -                              | 0                              | 0                              | 29    | 10    |
| Total sur la carrière | Total sur la carrière    | Total sur la carrière | 325         | 74          | 13              | 2               | 11                | 1                 | -                              | 24                             | 7                              | 373   | 84    |

## Palmarès
Rapid Bucarest
- Champion de Roumanie : 2003
- Vainqueur de la Coupe de Roumanie : 2002 et 2006
- Vainqueur de la Supercoupe de Roumanie : 2002 et 2003

 AJ Auxerre
- Vainqueur de la Coupe Intertoto : 2006
- Troisième du Championnat de France : 2010

 Astra Giurgiu
- Champion de Roumanie en 2016
- Vainqueur de la Supercoupe de Roumanie : 2016